# 十二試特殊飛行艇
十二試特殊飛行艇（じゅうにしとくしゅひこうてい）とは空技廠が開発した日本海軍の飛行艇である。略符号は「H7Y」。連合国軍のコードネームは「Tille」。日本本土とハワイ島の間の無着陸往復偵察飛行目的で開発されたが、1機試作されただけで終わった。

## 概要
1937年（昭和12年）7月に、日本海軍は近い将来起こるであろうアメリカとの戦争に備えてハワイ諸島の偵察ができる機体の開発を計画し、海軍航空技術廠（空技廠）に対して試作指示を行った。開発に際しての海軍からの要求は航続距離だけで、日本本土とハワイ間を無着陸で往復可能な5,000浬（9,260 km）が求められていた。計画段階で予想された全備重量は18,000 kg、乗員は4名。
空技廠では岡村純技術中佐を主務者として、極秘で設計を開始し、昭和14年に試作機が完成した。高翼単葉の双発飛行艇で、航続距離向上のためアスペクト比の高い主翼が採用されていた。また、空気抵抗軽減のため補助フロートは飛行時には翼端に引き上げる形式とし、エンジンは燃料消費量を重視してユンカース社製のディーゼルエンジン「Jumo 205」を並列双発式で搭載した。機体構造については全体的に軽量化が図られたが、そのため剛性の非常に低い機体となった。このことから、本機は緩やかな旋回しか許されない海軍機強度類別の第1類とされた。
試作機は1939年（昭和14年）に完成し、飛行テストを行ったところ、機体の剛性の低さから尾部や尾翼に捩れや変形が生じるなど実戦で使用するには機体が華奢過ぎることが判明した。加えて水上における操縦性が劣悪だった上に、エンジンの出力不足により離水も困難だったほか、使用燃料の不良も存在した。また、海軍内部でも、低速・非武装・運動性が悪い等の欠点から、この飛行艇の存在を疑問視する声が強くなり、結局1939年7月に計画は中止され、本機も試作機が1機製作されただけで終わった。
なお本機の開発は当時極秘だったため、本機に関する詳しいデータや写真・図面の類は一切残っていない。

## 諸元
- 全幅：35.0 m[2]
- 全備重量：18,600 kg
- エンジン：ユンカース Jumo 205 水冷直列対向6気筒ディーゼル（最大600 hp） × 2
- 最大速度：約259 km/h（約140ノット）[2]
- 航続距離：9,260 km[2]
- 乗員：4名[2]